# Велькота (усадьба)
Велькота — старинная русская усадьба, принадлежавшая дворянскому роду Блоков. Расположена в Кингисеппском районе Ленинградской области, в одноимённой деревне.
Является памятником истории.

## История
Первым владельцем усадьбы был немецкий врач Иоганн Фридрих Блок, перешедший на русскую службу в 1755 году и взявший себе имя Иван Леонтьевич. В конце XVIII века он стал лейб-хирургом при Дворе великого князя Павла Петровича, который после восхождения на престол произвёл Блока в действительные статские советники и пожаловал имения, среди которых было село Удосолово с деревней Велькота в Ямбургском уезде, у истока реки Велькоты. Иван Леонтьевич устроил здесь родовое поместье.
Основной композиции усадьбы послужил мощный родник. На возвышении в северной части был построен господский дом.
Усадьба много раз переходила по наследству между потомками Ивана Леонтьевича (1734—1810). Сначала к сыну Фёдору Ивановичу (1781—1814), а далее к внуку Ивану Фёдоровичу (1814—1848). В 1846 году Иван женился на Надежде Александровне Веймарн и через неё род Блоков породнился с потомками А. П. Ганнибала. Спустя два года Иван Фёдорович скончался, а имение перешло к его матери Екатерине Мартыновне. Только в 1854 году Надежда Александровна (1829—1904) с сыновьями Александром (1845—1875) и Фёдором (1848—1921) были введены в права владения. К этому времени во всём поместье насчитывалось 2660 десятин земли, а усадьба занимала 10 десятин, при ней было 23 дворовых мужского пола. В 1875 году, после смерти брата, совладельцем имения стал Фёдор Иванович Блок со своей матерью. Они прикупали соседние земли, и к 1901 году их владения занимали 4991 десятину, а усадьба увеличилась до 12 десятин. 
Во фруктовом саду при усадьбе росли 100 яблонь и 50 вишен, в трёх прудах разводили форель. В 1906 году имение было заложено, в связи с чем была обследована и оценена территория: из 19 строений в усадьбе Велькота каменными были амбар, скотный двор, сарай, конюшни, другая конюшня для рабочих лошадей, каретный сарай, два «людских» дома, оранжереи, ледник, а деревянными — большой барский дом, флигель, сараи, кузница, баня. В 1915 году Фёдор Иванович снова заложил имение. К тому времени оно сократилось в размерах, так как были проданы многие пустошь, на которых эстонцы устроили хутора, и вырублен лес. Однако оценка поместья была весьма высокой: капитальные строения оценены в 200 тысяч рублей; сам владелец жил в малом господском доме, а большой сдавался на лето дачникам из столицы.
К началу XXI века от усадьбы остались гидросистема и бывший парк. Ещё в 1976 году поблизости был организован заказник площадью 321 гектар, в котором сохраняются дубравы. Заказник состоит из трёх участков: два из них лесные, расположенные к востоку и западу от Велькоты, а один участок является усадебным парком. Здесь же в парке в 2020-х годах создана экотропа. В парке проложены мостки, поставлены беседки и информационные щиты. Центральная часть парка — карстовый пруд.

## Галерея

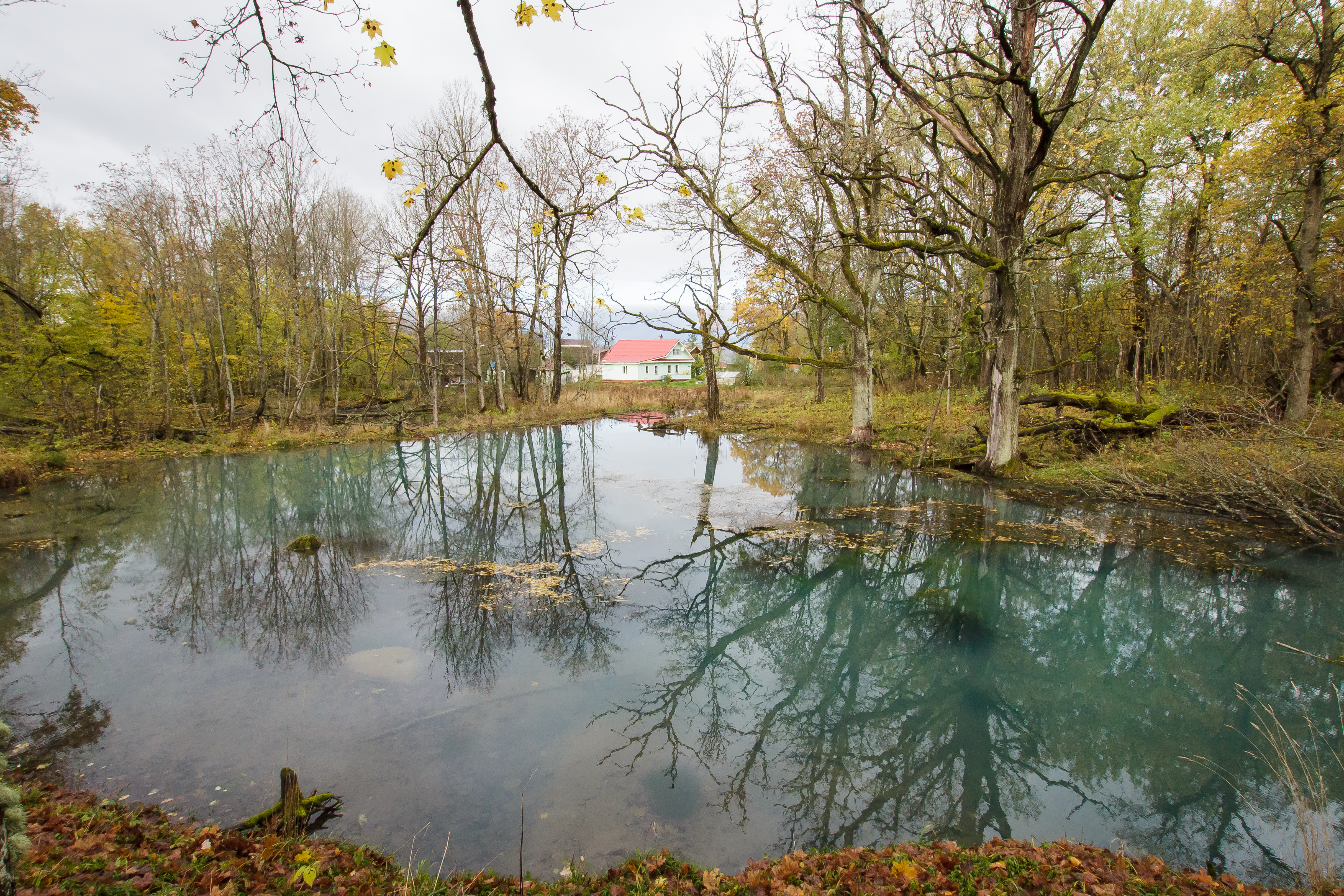
Пруд в бывшем усадебном парке (2020 год)
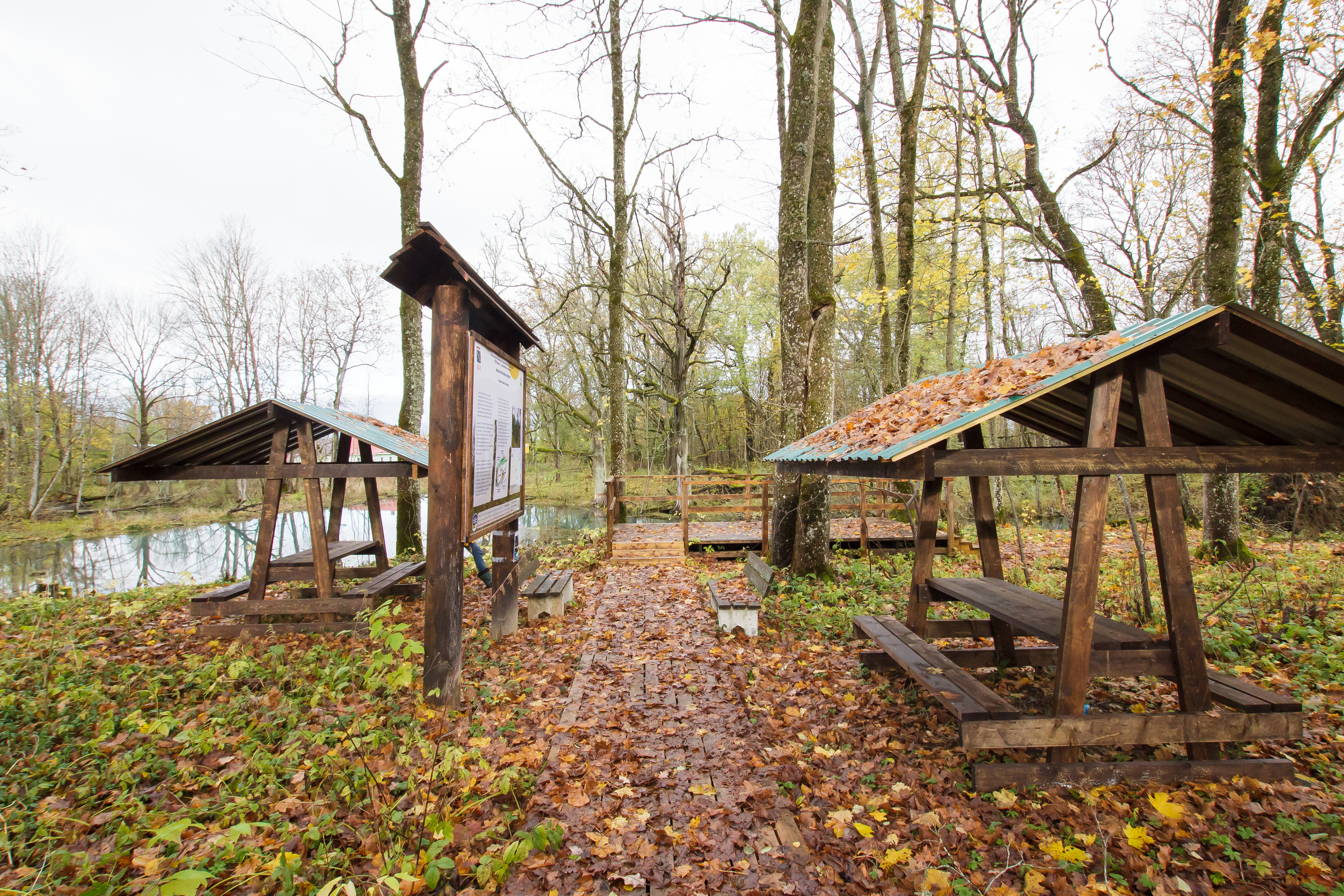
Участок экотропы (2020 год)
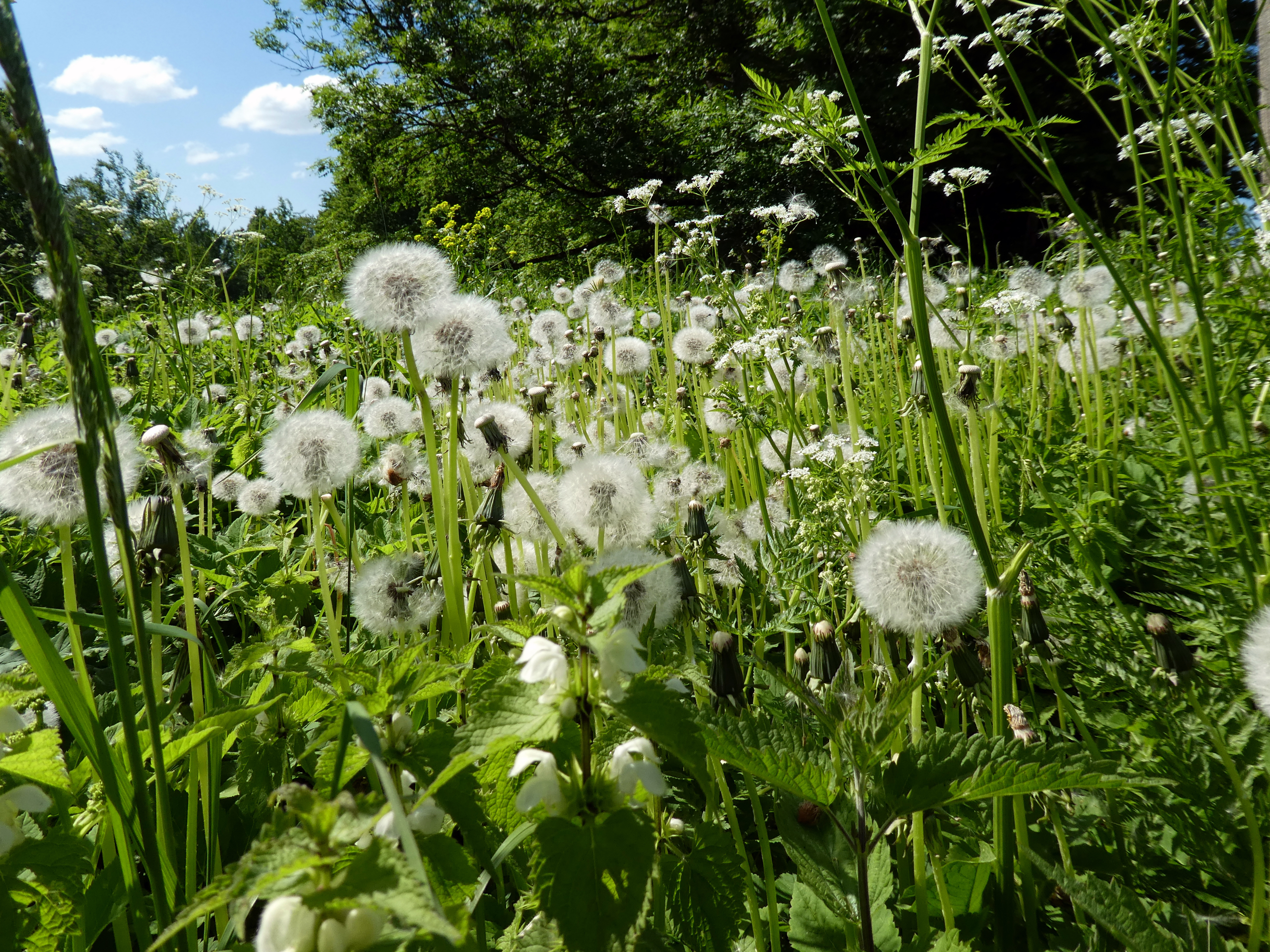
Усадебный парк (2022 год)
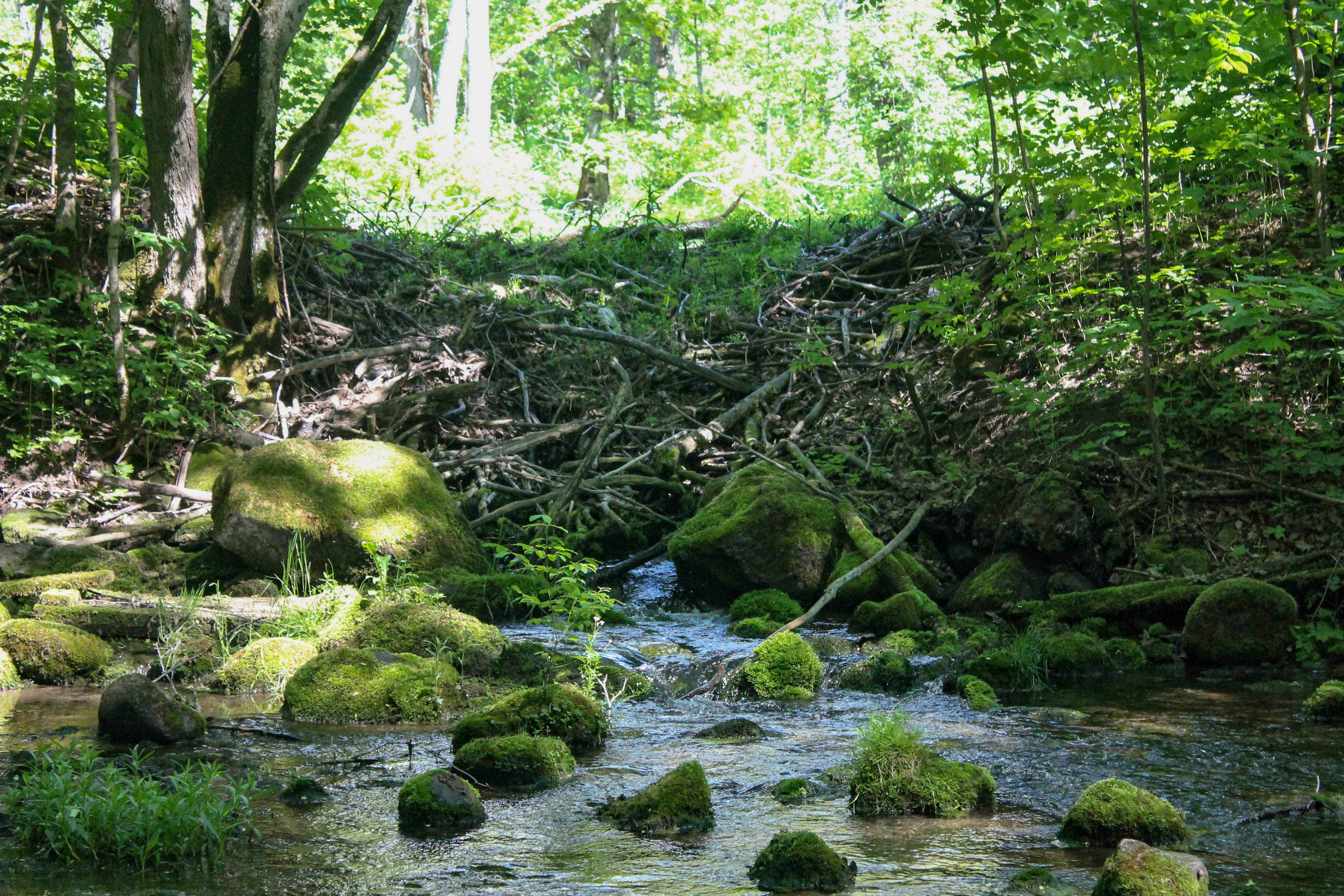
Бобровая плотина в парке (2022 год)